# Деньги
Деньги́ — село в Україні, у Золотоніському районі Черкаської області. Входить до складу Золотоніської міської громади. Населення на 01.01.2018 — 1160 осіб.

## Географія
Село розташоване на річці Кропивні за 12 км від районного центру — міста Золотоноша та за 10 км від залізничної станції Золотоноша І поруч з автошляхом Н16.
Загальна площа села — 645,9 га. Кількість господарств -  1065. Вулиць 15. Провулків -6. Загальна протяжність доріг — 23 км.
Кутки села: Броварки, Бацманівка, Велика і Мала Педоровки, Бухта, Кінець (Гончарівка), Діброва, Загребля, Село, Піски, Ямки, Косовка, Ромашевщина, Юшковиця, Лужок, Прідмовщина, Селенківщина.
В окрузі долини, урочища: Долина Черкаська, Чорнобаївська долина, Шулушин сад, Мисник, Скринник, Лучки, Петренківщина, Гатки, Чорна долина, Попівщина, Мирське, Лиса гора, Долина Жидовиця, Бомбандерка, Закропивна, За лугом, Трибинівщина, Козлівець, Кургани, могили: Зборівська, Сторожівня, Гостра, Розрита могила, Дві могили, Татарка, Остапова, Бурякова могила, Валок (городище).
Шляхи: Стовпове (Злодійський шлях), Сукновальська, По під горою, Старо-Чапаєвська.

## Населення

### Мова
Розподіл населення за рідною мовою за даними перепису 2001 року:
| Мова            | Кількість | Відсоток |
| --------------- | --------- | -------- |
| українська      | 1265      | 95.40%   |
| російська       | 49        | 3.70%    |
| вірменська      | 4         | 0.30%    |
| румунська       | 3         | 0.23%    |
| білоруська      | 1         | 0.07%    |
| єврейська       | 1         | 0.07%    |
| інші/не вказали | 3         | 0.23%    |
| Усього          | 1326      | 100%     |

## Історія
Уродженцем с. Хвильово — Сорочин професором  Ф. І. Іващенко на с.49  нарису «З минулого  козачих сіл» записано відомий  переказ про  походження  назви Деньгів: «По дорозі, що йде  від  Переяслава до Деньгів, татари везли чергову данину. Коло теперішніх Деньгів вони загубили сумку  з  грошима. А в цей час йшов хлопець із цього села. Підняв сумку, розв'язав її  і став  лічити гроші. Згодом  татари вернулися, відібрали  гроші, а хлопцеві дали декілька  монет. Ото з тих часів, мовляв, село і називають  Деньгами: від татарського слова „теньга“ — монета, гроші„. Існує подібний переказ, що нібито татарську шкіряну торбину біля дороги на Гатках (урочище) підібрали хлопчаки — пастухи. Принесли в село і у важкій торбині  виявилась велику кількість монет. Правда тут в тому, що знайдені татарські дрібні монети Деньга були в обігу в Україні за часів монголо-татарських ханів.
За давнім переказом, котрий записаний краєзнавцем Михайлом Пономаренком, назва села походить від прізвища (чи прізвиська) одного з перших поселенців на сучасній території села  козака Деньга (з наголосом на останньому складі). Не виключено, що Деньга був українцем татарського походження. Можливо, ця людина була грошовитою, за що й прозвали Деньгою. Це прізвисько потім закріпилось в паперах. В історичних документах 18 -19 ст. зустрічається назва Денеги. За місцевим переказом, перші поселенці Деньга, Зміхновський та Прідня осіли на  мальовничому, зручному березі річки Бацман — допливу річки Кропивни.
Перша письмова згадка про село належить до другої чверті XVII століття.  Це згадка про військову службу денезьких козаків в дарчому  написі на старому церковному Служебнику (Львівського друку). Це неперевершений напис документально підтверджує належність козаків Деньгів восени 1648 р. до Кропивнянської сотні Іркліївського полку. Від того часу збереглися прізвища 88 денезьких козаків вписаних в «Реєстр усього війська Запорозького після Збаразького договору з королем польським Яном Каземіром, складеному 1649 року, жовтня 16 дня». Так з початком української визвольної боротьби в середині XVII століття село стало центром Денізької (Демківської) сотні Кропивнянського полку. Сотня  в складі  Кропивнянського  полку брала  участь  у вирішальних  битвах Визвольної  війни 1648—1657 років (Корсунській, Пилявецькій, Зборівській, Берестецькій, облозі Львова, Збаража та  Жванця).  Не  один десяток  козаків  наклав головою у священній  борні  за незалежність  України.
Як козацьке поселення, під перекрученою назвою Донкі село позначено і на відомій карті Гійома Боплана (40-ті роки XVII століття).
Інформація  про Деньги, як вільне козацьке поселення зустрічається в матеріалах перепису «Генерального слідства про маєтності»  Переяславського полку в 1729—1731 роках. В даних по Кропивнянській сотні зазначено, що «Село Деньги и Панское, как старожили запомнят, с прежде суть войсковие  и к диспозиции гетманской належат, и под видением сотницким обретаются, токмо во всех датках на компанийци месячного и прочих до города Кропивной употребляються, но в описи города на тие села указу нет никакова, и оние никогда во владении ни в кого не бували». Диспозиція гетьманська означала, що Деньги в той час належали не самому гетьману, а гетьманській булаві — під час виконання ним службових обов'язків  і при зміні гетьманів  переходило до нового гетьмана, як оплата за їх посаду. З тих часів  дійшла назва «Казенне». Колись в Деньгах були землі і урочища під назвою «Гетьманщина». «..датки на компанийци» — податок на утримання найманих козаків в Кропивні. Також згідно з цим слідством, в 1731 р. в селі Деньги крім козацьких було 9 дворів, якими володів Києво- Печерський монастир — «населяли тих людей по войсковой земле».  Але «законники» монастиря мали в селі невелику силу, тому, що поселяли селян «без жодного указу».
В 1734 р. помер гетьман Данило Апостол і по його смерті був проведений опис маєтностей, які належали полку «на булаву и на кухню». В описі сказано, що «село Деньги — явилось сверх реестру. В том селе церковь Святого Архистратига Михаила: при той церкви колоколов три; в ней  поп Степан…, дьячок Семен Балут, пономарь Вахно».
1787 «Описи Київського намісництва». 242 двори, з них 130 належав виборним (заможним) козакам. 726 мешканців. Власники землі в Деньгах: Таємний радник, сенатор Микола Іванович Неплюєв
Колезький радник Степан Томара
Колезький асесор Антон Федорович Дараган
Полковий осавула Федір Назарович Тимківський (по матері дід Михайла Максимовича).
Село Деньги є на мапі 1812 року.
15 лютого 1920 року о 2-й годині ночі до Деньгів під час Зимового походу прибув Кінний полк Чорних Запорожців Армії УНР. О 5-й годині ранку полк рушив далі на здобуття Золотоноші, а в Деньгах залишив свій табір. Після бою ввечері полк повернувся до Деньгів, а 16 лютого у 3-й годині ночі рушив далі у похід.
Ревком створено в 1919 році. Перший голова ревкому- Антон Омел'янович Савченко. Перший голова сільської Ради- Максим Опанасович Чирка.
Перша успішна спроба по розколу селянства — комнезам створено в 1922 році. Перший голова — Джура Пантелей Іванович.
ТСОЗ створено в 1926 році. Перший голова — Давид Савович Мойса.
Колгосп під назвою « Червоний Дніпровець» організовано в 1929 році. Перший голова Єлисей Якович Тарара.
Розкуркулені: К.Шкеліберда, В. В. Ярміш, М. М. Савченко, В.Копил, П. М. Лега, Ф. М. Вирвикишка, М. О. Наконечний, Я. М. Басай, К.Савченко, Ф. М. Ниць, Г.Носенко, Ф.Демченко, Ю. С. Шелухін, П. Ю. Петренко, Ф.Хівренко.
Жертви репресій 30 — 50 -х років: П. С. Глоба, О. І. Черінько, М. В. Наконечний, К. С. Соколан, Є. Я. Тарара, Р.К.Матіс, А.А.Шіль, К.У. Фрідріх, Л.І.Епінгер, Р.С. Барц, К. Я. Кикоть, І.М.Савченко,  М. І. Хвиль М.І.
640 деньгівців воювали на фронтах радянсько-німецької війни, з них  240 загинули  на фронтах. Фронтовики-деньгівчани отримали нагороди:  вісім - орден Червоного Прапора (М.П.Носенко - 2), 10 - Слави 3-го ст., 8 - Вітчизняної війни 1-го ст., 14 - 2 ст., 38 - Червоної Зірки, одне нагородження орденом Олександра Невського., медаль "За відвагу" - 70, "За бойові заслуги" - 71.  Серед них кавалери ордена Червоного Прапора: О. Ю. Зміхновський, М. О. Зміхновська, М. Ф. Валовий, Вітчизняної війни 1-ст. — І. Д. Шкеліберда, Слави 3-го ст.- Я. П. Жовнір, Г. І. Калініченко, С. Л. Кикоть, М. І. Кутир, К. М. Пугач, І. М. Саранча, Червоної Зірки — Г. Я. Бузунар, Г. П. Валовий. З Деньгів протягом 1942-1943 рр. вивезено на підневільні роботи в Німеччину і Австрію 217 осіб. В 1964 році на честь 240 загиблих на фронті і 112 жертв нацистського окупаційного режиму  в парку села встановлено обеліск Слави. Знищено ворогом всі громадські приміщення колгоспу, школу, лікарню, 460 господарств громадян зі всіма будівлями, знищено громадське тваринництво і тваринництво громадян. Все знищене виражено в сумі 46800000 крб.
На початок 1970-х років в селі працював колгосп ім. Кірова, який обробляв 3 тисячі га землі, у тому числі 2,3 тисячі га орної. Основний напрямок був зерновий з розвинутим тваринництвом. У селі діяла восьмирічна школа, де навчалось 213 учнів, будинок культури на 400 місць, бібліотека з книжковим фондом 9 тисяч примірників, лікарня на 25 ліжок, пологовий будинок, аптека, дитячі ясла, 3 крамниці, перукарня, комбінат побутового обслуговування.

## Символіка

### Герб
Герб Деньгів містить усі елементи, передбачені теоретичною й практичною геральдикою, та відображає унікальність цього лівобережного села. У зеленому полі щита зображено золотий, палаючий, з червоною серединою леза, меч (вістрям униз), який символізує як бойову славу села ще з часів Деньгівської сотні за Хмельниччини, так і (опосередковано) скальпель, що нагадує про факт роботи в селі земським лікарем знаменитого медика-хірурга й духівника В.Войно-Ясенецького (св. Луки). Обабіч руків'я меча зображено срібні розпростерті й опущені крила як символічне уособлення покровителя Деньгів — св. Архистратига Михаїла (у селі є Свято-Михайлівська церква із понад 350-річною історією). Ансамбль щита завершується розташованими по його кутах чотирма золотими монетами (підкреслюють промовисто-грошову назву села).
Щит увінчано золотою сільською короною (стилізований сніп пшениці) й обрамовано з боків: зверху — гілками сосни з зеленою хвоєю та золотими шишками, знизу — гілками вільхи (екологічні символи села). Нижня частина герба оповита золотою стрічкою з написом на ній зеленими буквами «ДЕНЬГИ».

### Прапор
На прапорі Деньгів зеленого кольору розташована композиція малого герба села. Зворотна сторона полотнища дзеркально відтворює лицеву.

## Економіка
ТОВ «Гранекс-Черкаси» (бельгійські інвестиції) орендує 2100 га землі. Вирощуються по європейським технологіям зернові, олійні культури, овочі та картопля. Полив 400 га. Сучасний технопарк. Лінія калібрування та сухого очищення. Овочесховище на 2,5 т картоплі.
ТОВ «ШАПЛ» — завод по виробництву обладнання і деталей для верстатів
Деньгівське лісництво: Тамарівщина -га, Кропивнянські горби — га, Белестина — га, Діброва- га, Книпів- га, Сосна- га, Степи — га.

## Об'єкти соціальної сфери
- Школа.
- Будинок культури

## Персоналії
- Демко Ігнатенко — сотник Деньгівської сотні Кропивнянського полку Війська Запорозького
- Канівецький Павло Петрович (1764 — ?) — доктор філософії, учитель.
- Тимківський Василь Федорович (1771—1832, Петербург) — письменник, губернатор Бессарабії, дядько по матері Михайла Максимовича
- Тимківський Іван Федорович (1778—1808 Петербург) — поет і перекладач, дядько по матері Михайла Максимовича
- Вовк Андрій Миколайович (1882—1969) — генерал-полковник Армії УНР, військовий міністр українського уряду в екзилі.
- Демченко Василь Григорович (1831—1914) — вчений-юрист, професор Київського університету. Син — Григорій Васильович (1869—1958 Югославія) — правознавець, професор кримінального права.
- Демченко Дмитро Григорович (1847—1927) — педагог, земський гласний, публіцист.
- Демченко Яків Григорович (1842—1912 Аскольдова могила) — український громадський діяч, публіцист, етнограф. Син Всеволод Якович (1875—1933) — громадський діяч, впливовий промисловець.
- Шелухін Сергій Павлович (1864—1938; Прага) — генеральний суддя УНР, за Директорії міністр юстиції, історик, письменник.
- Шелухін Юрій Сергійович (1893 — ?) — пасічник — промисловець, винахідник власного методу ведення бджільництва.
- Шелухін Андрій Павлович (1887—1831 Київ) — педагог, архівіст, музеєзнавець.
- Войно-Ясенецький Валентин Феліксович (1877—1961) — у 1908 році земський лікар, знаменитий учений — хірург, архієпископ.
- Шевченко Андрій Степанович (1911—1996 Москва) — академік, видатний вчений в галузі рослинництва.
- Дмитренко Василь Максимович (1947—1995) — голова місцевого колгоспу, «Заслужений працівник сільського господарства».
- Копил Антон Микитович (1909—1969. Харків) — професор, праці по зоотехнії
- Соколан Степан Степанович (1918—1982) — віце-адмірал, начальник Чорноморського військово-морського училища.
- Куйовда Сергій Романович (1906—1985) — капітан ІІ ранга, кавалер численних бойових нагород німецько-радянської війни.
- Демченко Дмитро Михайлович (1928—2015) — майстер спорту, штангіст.
- Моргун Микола Дмитрович (*1944) — майстер спорту, гирьовий спорт.
- Лупина Михайло Степанович (1934—2006 Київ) — заступник міністра лісового господарства України.
- Король Михайло Якович (1928—2009) — комбайнер, новатор високопродуктивного використання техніки.
- Могила Іван Іванович (1932—2014) — Відмінник народної освіти, Заслужений працівник профспілки працівників освіти і науки України
- Пугач Лукерія Трофимівна (1891-) — почесне звання «Мати — Героїня», народила і виховала десять дітей.
- Черінько Іван Іванович (1908—1948 Ашгабат) — Заслужений діяч мистецтв, український і туркменський живописець.
- Черняков Григорій Михайлович (1878—1961) — сільський фельдшер, за 50-ти річну працю високі урядові нагороди.
- Гончар Андрій Петрович (*1936) — народний артист, лауреат Шевченківської премії.
- Голиш Григорій Михайлович (*1949) — кандидат історичних наук, доцент, директор наукової бібліотеки ім. М.Максимовича Черкаського національного університету ім. Б.Хмельницького.
- Дорош Раїса Михайлівна (*1957) — Відмінник народної освіти
- Душок Валентина Валентинівна (*1964) — українська журналістка, Заслужений журналіст України, автор і ведуча телепрограм
- Филь Олександр Максимович (*1966) — дослідник історії України періоду Другої світової війни, кандидат історичних наук

Старожили села: Петрова Мотрона Андріянівна — 101, Олексієнко Федора Антонівна — 101

## Галерея

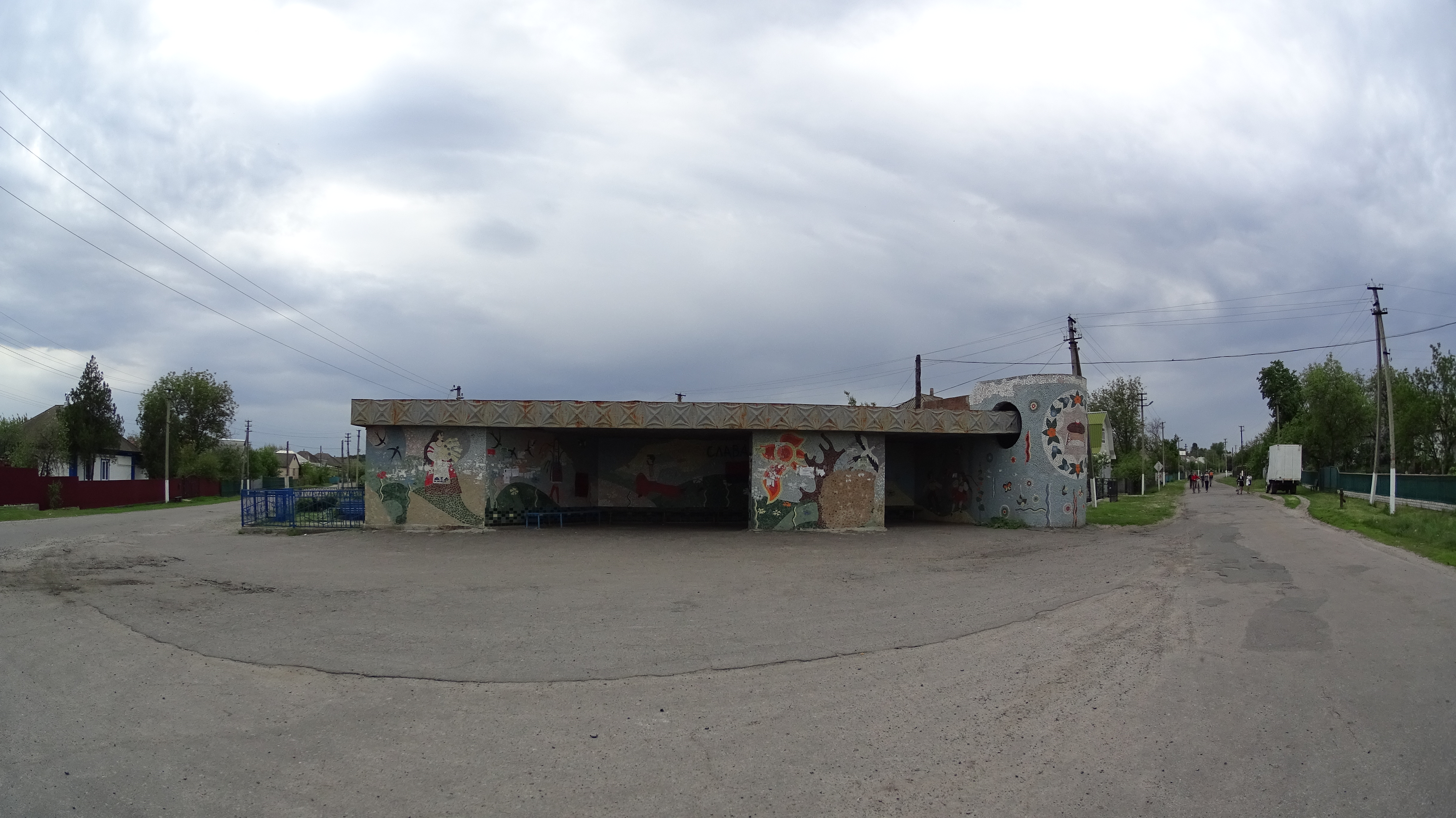
Автобусна зупинка
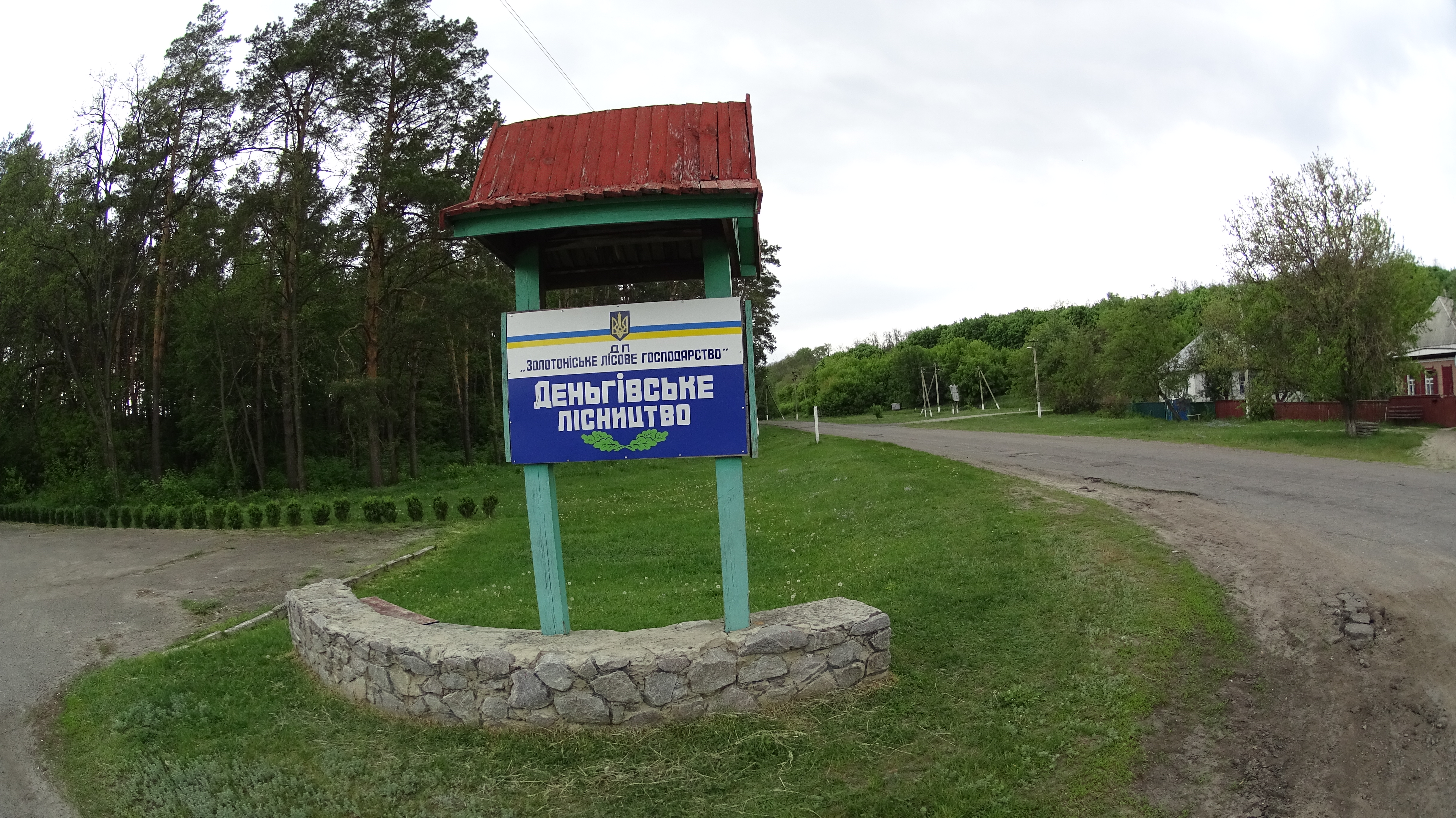
Деньгівське лісництво
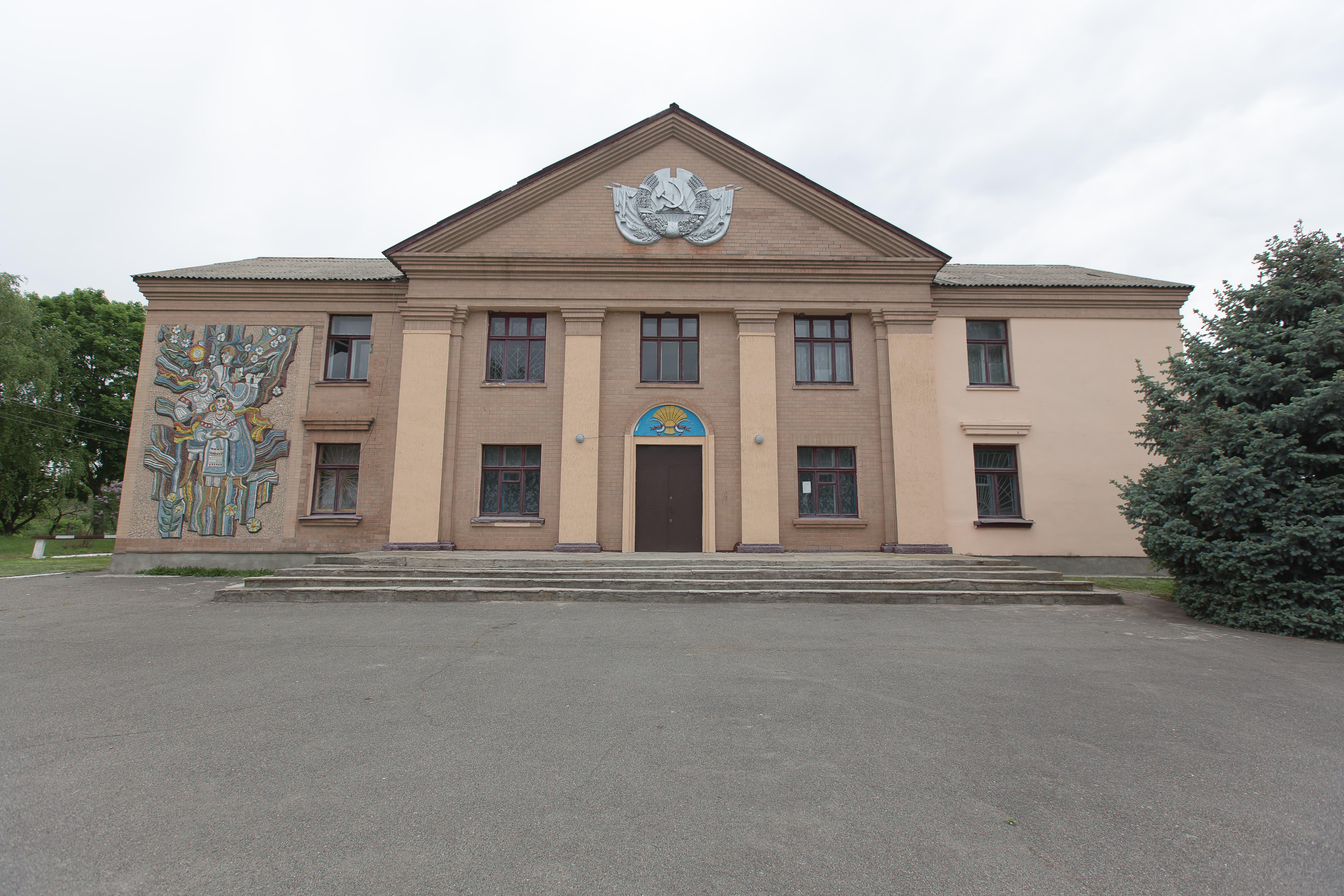
Будинок культури